# Kromań
Kromań – jezioro na Białorusi, położone pośród lasów około 15 km na południowy zachód od Nalibok w obwodzie mińskim, największe w Puszczy Nalibockiej. Jezioro pochodzenia krasowego o powierzchni 0,92 km² ma kształt owalny 1,1 km na 0,9 km. Odwadniane jest do rzeki Kamionki i dalej do Niemna. Dno jeziora jest piaszczyste, prawie bez roślinności, brzegi zarastające. Głębokości średnio 15 m.
1 grudnia 1943 roku na obozujące nad jeziorem siły miejscowej AK zgrupowania stołpeckiego uderzyli partyzanci radzieccy, a zaproszonych na rozmowy dowódców zatrzymano i wymordowano. Z kilkusetosobowego zgrupowania przetrwało jedynie około 50 żołnierzy, w tym 4 oficerów (Zdzisław Nurkiewicz, Witold Pełczyński, Adolf Pilch, Aleksander Wolski).
W 1939 r. pod polską banderę trafił wybudowany w 1912 r. niewielki parowiec, który nosił miano od jeziora SS „Kromań” (armatorem była Bałtycka Spółka Okrętowa) i pływał do czasu poderwania się na minie już po wojnie w listopadzie 1945 r. Wsławił się brawurową ucieczką z francuskiego Dakaru i zestrzeleniem niemieckiego samolotu, co w przypadku statku handlowego było niezwykłe. Adam Werka namalował dwa obrazy marynistyczne poświęcone walce SS „Kromań” z niemieckim lotnictwem.